# NGC 7589
NGC 7589 (również PGC 70995) – galaktyka spiralna (Sa), znajdująca się w gwiazdozbiorze Ryb. Odkrył ją Albert Marth 23 października 1864 roku. Należy do galaktyk Seyferta typu 1.
W galaktyce tej zaobserwowano supernową SN 2011hv.